# Der Hamburger und Germania Ruder Club
Der Hamburger und Germania Ruder Club (von seinen Mitglieder schlicht der Club genannt) ist ein traditionsreicher Ruderverein aus dem Hamburger Stadtbezirk Eimsbüttel im Stadtteil Rotherbaum an der Westseite der Außenalster. Er ist nach dem Leander Club der zweitälteste nichtakademische Ruderverein der Welt.

## Geschichte

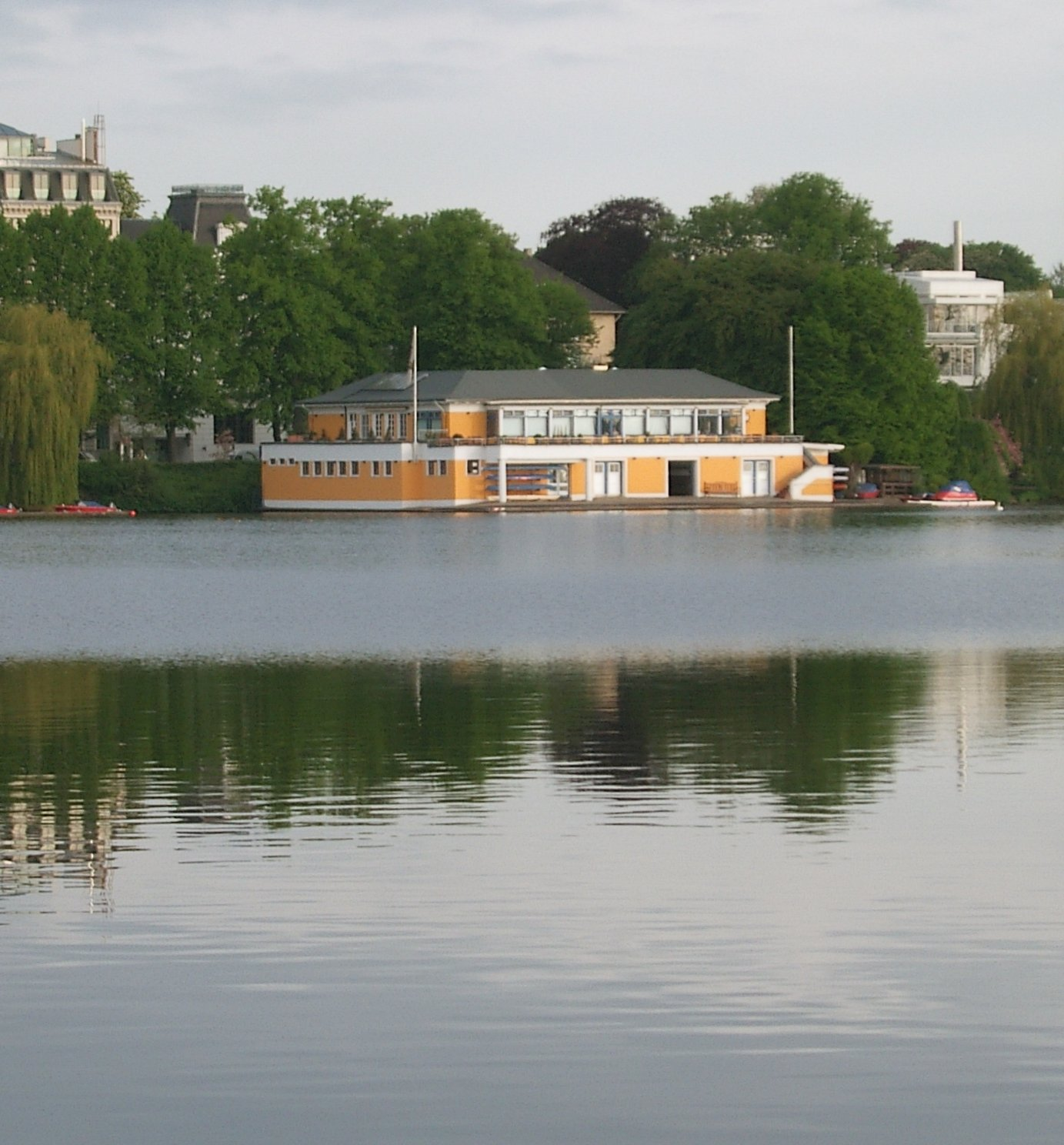
Das ehemalige Vereinshaus

1836 als Der Hamburger Ruder Club (DHRC) von den Brüdern Cesar und Adolf Godeffroy sowie neun weiteren Hamburger Kaufleuten gegründet, ist er nicht nur der älteste Ruderverein Deutschlands, sondern dokumentiert auch die Geburtsstunde des Ruderns in Deutschland generell. Anfang des Jahres 1934 schloss er sich mit dem 1853 ebenfalls in Hamburg von Schülern gegründeten Germania Ruder-Club (GRC) zusammen. Neben vielen Siegen auf nationalen und internationalen Regatten stellt der Gewinn der olympischen Goldmedaille bei der ersten Austragung der Ruderwettkämpfe im Jahr 1900 einen Höhepunkt der frühen Vereinsgeschichte dar.
Besondere Förderung erfährt im Club das Schülerrudern. Angeschlossen sind seit 1910 die Gelehrtenschule des Johanneums mit ihrem Ruderclub des Johanneums und der Gymnasial RV Hamburg am Wilhelm-Gymnasium.

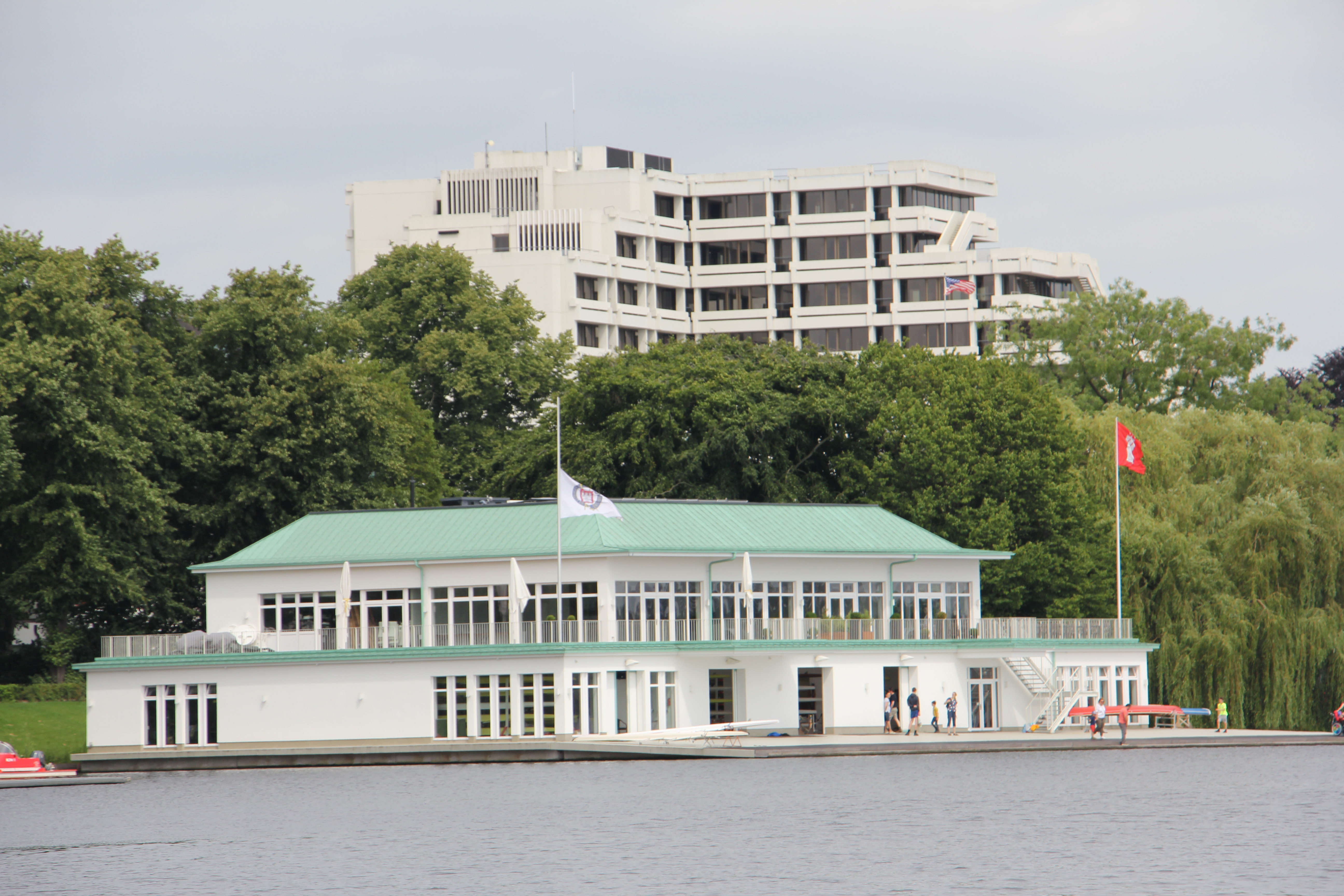
Das neue Clubhaus

Das 1906 errichtete Vereinshaus wurde 2015 wegen Baufälligkeit abgerissen. An gleicher Stelle wurde ein durch Spenden geförderter Neubau errichtet, der 2016 eingeweiht wurde.

## Frauen im Verein
Auf einer außerordentlichen Mitgliederversammlung am 3. September 2015 wurde mehrheitlich beschlossen, dass nunmehr auch Frauen dem Club als Mitglieder beitreten können.  Als Gründe für diesen Schritt wurden in der Presse die Aberkennung der Gemeinnützigkeit und die Förderung des im gleichen Zeitraum neu errichteten Bootshauses durch die Stadt Hamburg genannt: Der Senat habe die Änderung der Aufnahmepraxis zu einer Voraussetzung für die finanzielle Unterstützung gemacht.

## Bekannte Mitglieder

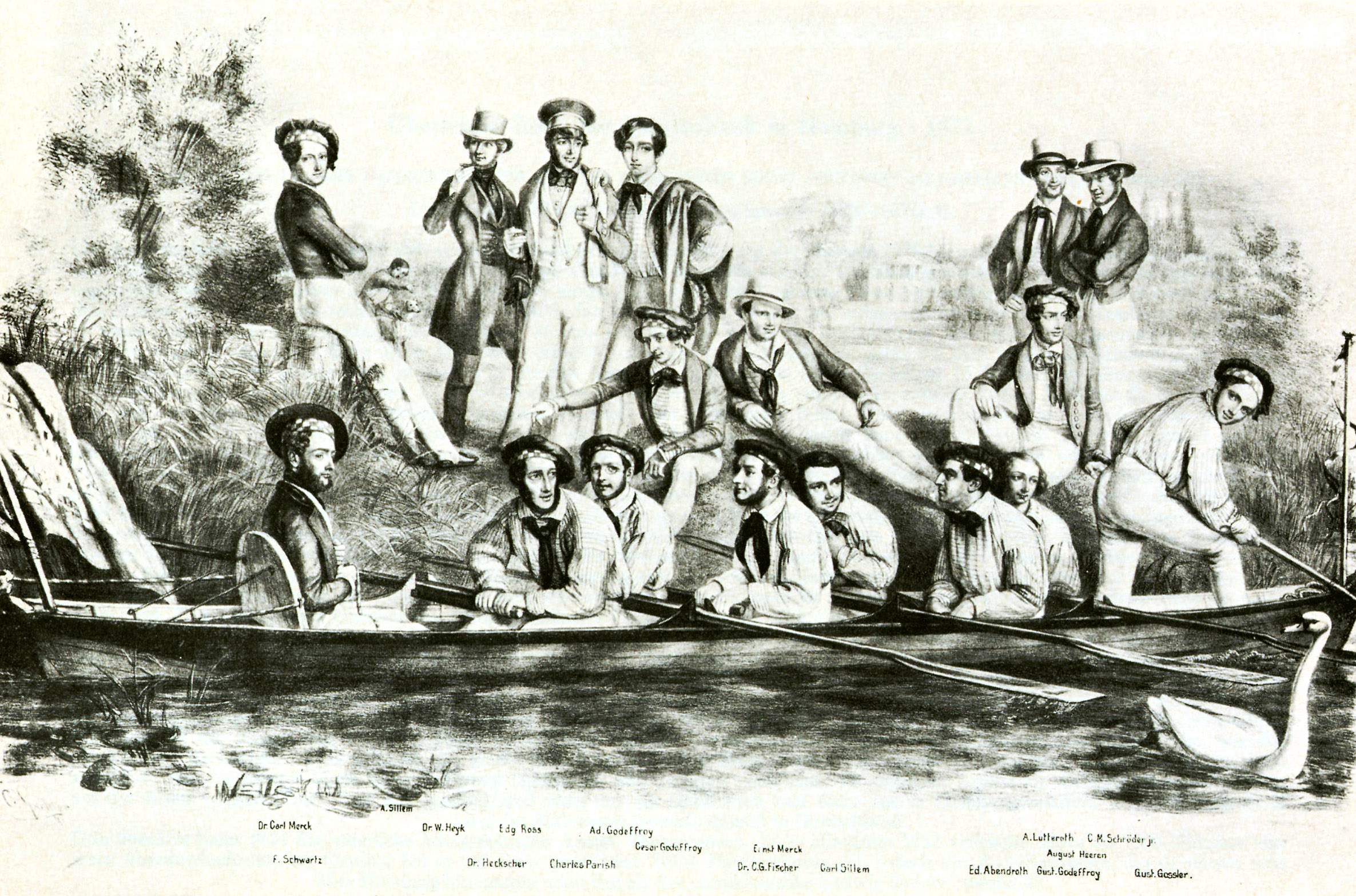
Otto Speckter: Die Gründer des Der Hamburger Ruder Club in ihrem ersten Boot „Victoria“ um 1841

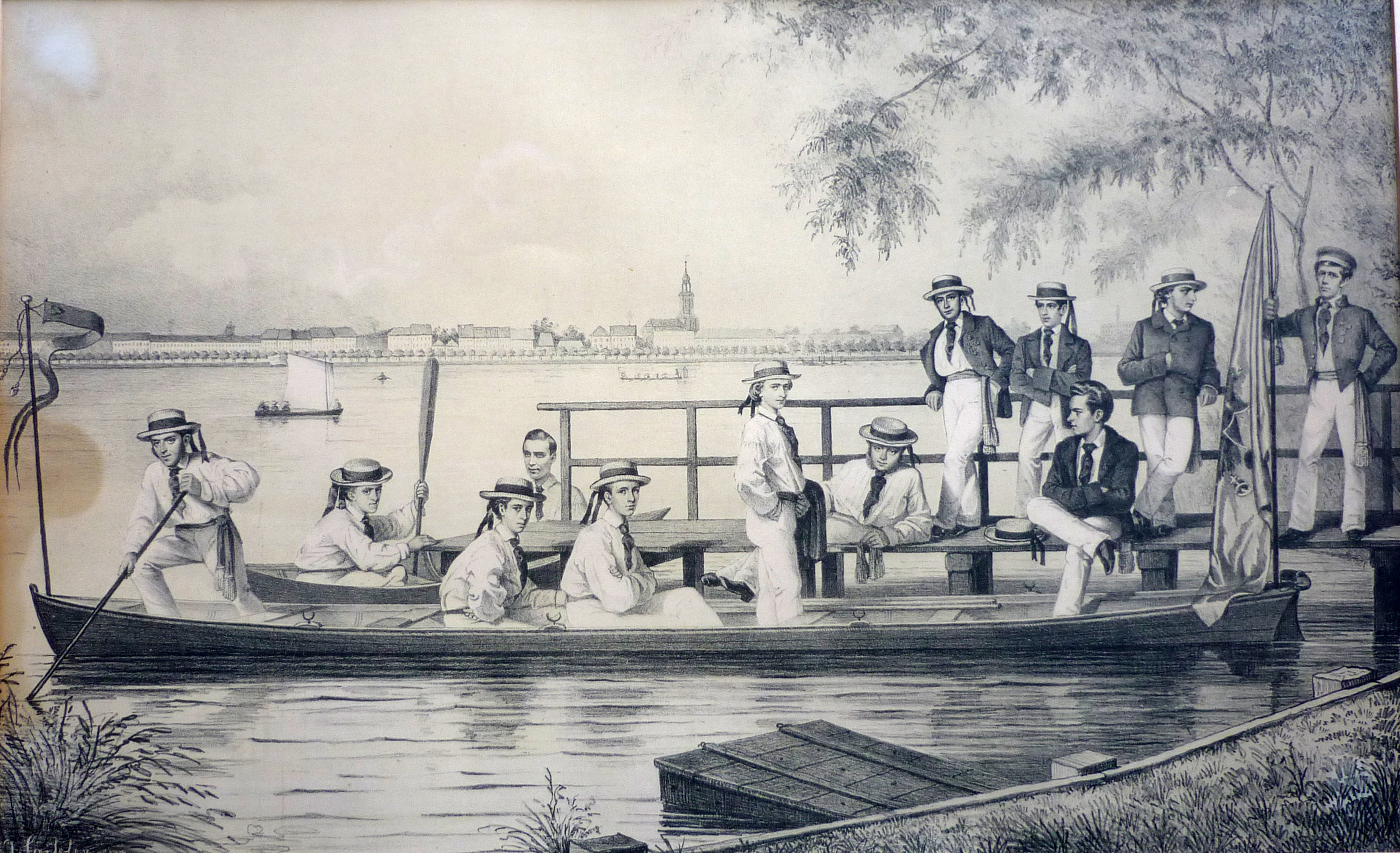
Julius Geißler: Mitglieder des Germania Ruder-Club (GRC), Lithografie um 1855

- Johann Gustav Heckscher (1797–1865), Gründer
- Edgar Daniel Roß (1807–1885), Gründer
- Carl Hermann Merck (1809–1880), Gründer
- Ernst Merck (1811–1863), Gründer
- Johan Cesar Godeffroy (1813–1885), Gründer
- Adolph Godeffroy (1814–1893), Gründer
- Edward Sieveking (1816–1904), Gründer
- Carl Sillem (1802–1876), Gründer
- Carl Hermann Wentzel (1835–1901)
- Ernst Friedrich Sieveking (1836–1909)
- Hans Heinrich Waitz
- Oscar Goßler (1875–1953), Olympiasieger in Paris 1900
- Bastian Seibt (* 1978), dreimaliger Weltmeister (Leichtgewichts-Achter)